# Hurtownik

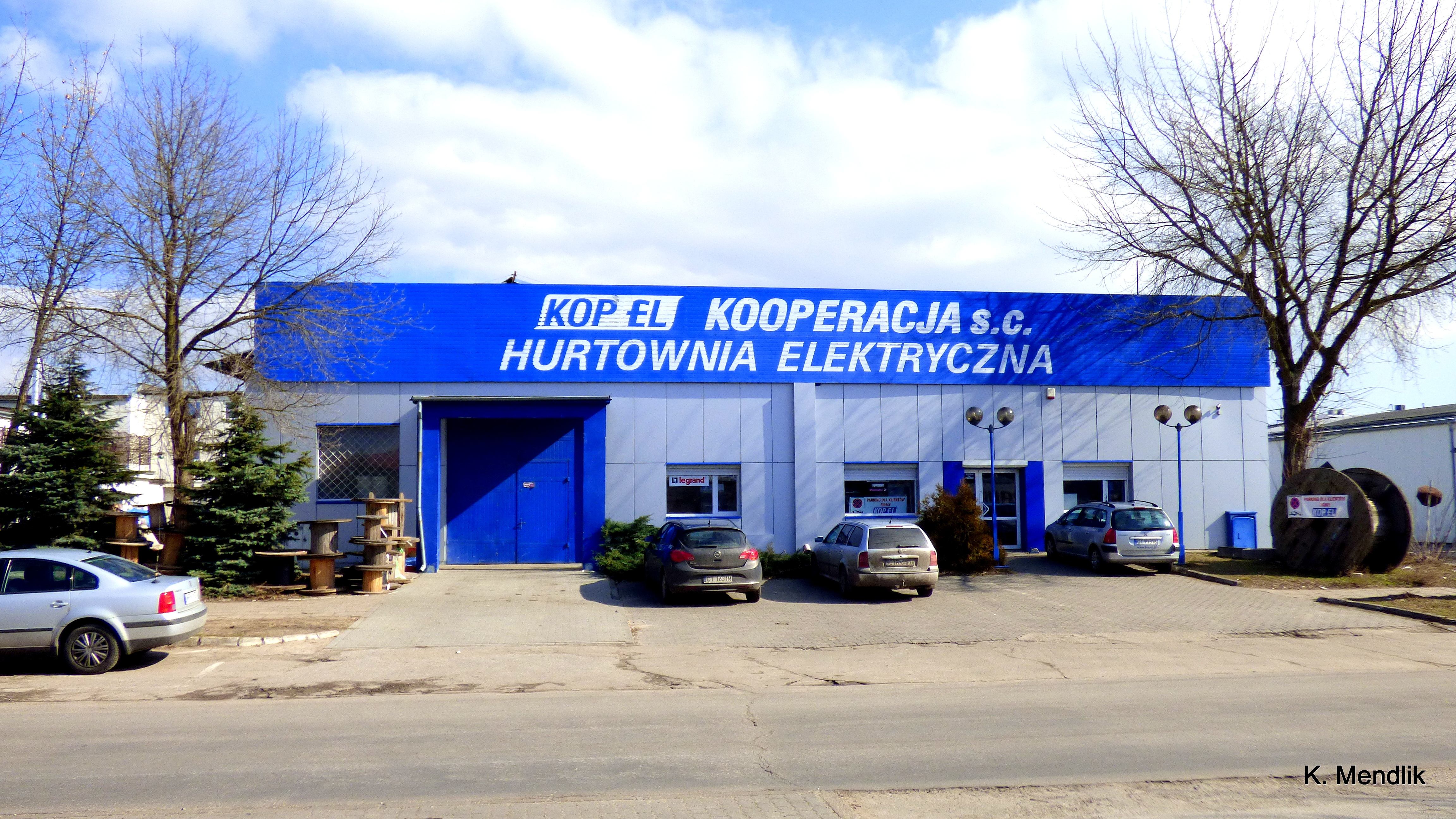
Budynek hurtowni w Bydgoszczy

Hurtownik (ang. wholesaler) – pośrednik kupujący od producentów duże ilości towaru, które odsprzedaje potem detalistom. Przejmuje on tytuł własności i nabywany towar fizycznie w posiadanie.
Na ogół ustalana jest minimalna liczba lub ilość danego artykułu jakie może kupić klient hurtownika. Zarabia on na marży hurtowej. Hurt jest konieczny, bo fabryki potrzebują odbiorców, którzy szybko opróżniają magazyny wyrobów gotowych, aby było miejsce na nowe. A sklepy nie potrzebują takich ilości.
Sprzedaż hurtowa odbywa się na ogół poprzez wyspecjalizowane placówki handlowe – hurtownie.